# アメリカ合衆国退役軍人省
アメリカ合衆国退役軍人省（アメリカがっしゅうこくたいえきぐんじんしょう、英: United States Department of Veterans Affairs、略称: VA）は、アメリカの行政機関のひとつ。退役軍人に関わる行政を所掌している。
本省はアメリカ合衆国国防総省に次いで連邦政府で2番目の規模を有している。
2009年度は約876億米ドルの予算が与えられ、約28万人の職員を雇用し数百の退役軍人用医療施設、診療所および給付事務所を有し、そして退役軍人とその家族および遺族に対して退役軍人給付プログラムを管理する責任を負う。
提供される福利厚生には障害補償、年金、教育、住宅ローン、職業リハビリテーション、遺族給付、医療給付および埋葬給付が含まれ、これらはアメリカ合衆国退役軍人長官の責任下で提供される。
一部の医療サービスに関しては現役軍人と同じくアメリカ国防総省のアメリカ国防厚生管理本部が統括している。

## 歴史
1776年の大陸会議において、身体障害を負った兵士に年金を与ることによってアメリカ独立戦争中、軍隊への入隊を促した。独立初期の頃には早くも各州や地域共同体ごと退役軍人に直接の医療および病院看護が提供されていた。1811年に退役軍人向けとしては初の医療設備（フィラデルフィア海軍保護施設、en:Philadelphia Naval Asylumを参照）が連邦政府によって認可されたが、これは1834年まで開かれなかった。19世紀には国による退役軍人援助プログラムは本人だけでなく、未亡人や扶養家族にまで年金給付の範囲が拡大されている。
南北戦争後、多くの州では退役軍人療養所が設けられる。在宅看護は全ての州で利用できたので、二次的医療および病院処置は全ての怪我と病気のために提供されており、これが現在提供されるサービスの起源であるとされる。軍隊を退役する正規メンバーと同様に南北戦争、インディアン戦争、米西戦争およびアメリカ＝メキシコ国境展開に参加した困窮傷痍軍人も療養所に入所できた。
アメリカ合衆国が1917年に第一次世界大戦に参戦した際、議会は退役軍人給付について新制度を確立した。障害補償プログラム、役務人と退役軍人のための保険、傷痍軍人向け職業リハビリテーションが含まれていた。1920年代までには各種給付は退役軍人局、内務省年金局および退役傷痍兵国家施設の3つの異なる連邦機関によって管理された。
1930年、議会は大統領に退役軍人庁の設置を認め3つの構成官庁は退役軍人庁の局として統合される。初代長官にはフランク・T・ハインズ陸軍准将（Frank T. Hines）が指名され1945年までの7年間在任した。
1930年以来、復員軍人保健制度は54の病院から成長し171の医療センター、350以上の外来施設、共同生活体、援助診療所、126の在宅看護隊、そして35の在宅医療の他、退役軍人庁保健施設は広範な医療をもって外科的な社会復帰看護を提供した。退役軍人庁の責任と給付プログラムは次の60年で大きく発展した。第二次世界大戦は給付対象となる退役軍人の数が大幅な増加をもたらし、議会において復員兵のために新法が制定される。1944年6月22日に第二次世界大戦復員兵援護法（GI法）が署名される。この法律は1世紀以上前、ホームステッド法をはじめとする従来の多数からなる法典のいずれよりも、アメリカ人の生活様式に影響を与えたとされる。更に、教育援助法は朝鮮戦争とベトナム戦争復員兵の為に可決された。1970年代の「完全志願兵軍」への変革（1973年に徴兵制が停止）以後の湾岸戦争や2001年9月11日の事件後に出征した将兵たちにも給付されている。
アーリントン国立墓地を除く国立墓地組織（NCS）が陸軍省から退役軍人庁に移管され庁は更に大きな責任を負う。退役軍人庁は国立墓地組織を引き継ぎ、国立と州立墓地に埋葬された全対象者の記録（民間墓地に埋葬されている退役軍人を含む）、また公立墓地補助金プログラムを管理する。
1989年3月15日に退役軍人庁は改組され、内閣級官庁に格上げされた。ジョージ・H・W・ブッシュ大統領は「アメリカの退役軍人が閣議で合衆国大統領と同席できる場所が一つだけある」と述べ新省の創設を歓迎した。

## 機能と組織
退役軍人長官は上院の助言と同意を得て合衆国大統領によって任命される。退役軍人省の主な機能は退役軍人向けの特定福利厚生とサービスを提供する事にある。
退役軍人省の下には主要部門が三つに区分され、それぞれは次官を筆頭に構成されている。
- 退役軍人保健局（en:Veterans Health Administration） - 医療給付や研究および地域単位の外来病院や地域医療センターでの医療業務について責任を負う。
- 退役軍人給付管理局（en:Veterans Benefits Administration） - 最初の退役軍人登録、適格性の可否および五つの主要業務、すなわち住宅ローン保証、保険、職業リハビリテーションと雇用、復員兵援護法に基づく教育、保障と年金業務に対して責任を負う。
- 国立墓地局(National Cemetery Administration) - 退役軍人省所管の国立墓地(United States national cemetery)の維持管理や埋葬および追悼業務に責任を負う。

退役軍人副長官の下には以下の機関が置かれている。
- 退役軍人控訴委員会
- 女性退役軍人センター
- 調達・資材管理部
- 情報技術部
- 労働安全衛生部
- 方針・計画準備部
- 正式方針管理部
- 小規模及び不利条件事業利用部
- 退役軍人省警察

## 歴代長官
歴代の退役軍人長官についてはアメリカ合衆国退役軍人長官を参照。

## 関連法規
- 1944年、徴用解除手当法（en:Mustering-out Payment Act）PL 78-225
- 1944年、復員兵援護法（Servicemen’s Readjustment Act、通称GI法）PL 78-346
- 1944年、復員軍人優遇措置法（en:Veterans' Preference Act）PL 78から359
- 1952年、退役軍人復帰支援法（Veterans' Readjustment Assistance Act）PL 82-550
- 1974年、ベトナム退役軍人復帰援助法（en:Vietnam Era Veterans' Readjustment Assistance Act）
- 1988年、退役軍人省法（en:Department of Veterans Affairs Act）PL 100-527
- 2006年、2006年の退役軍人給付・保健及び情報技術法（Veterans Benefits, Health Care, and Information Technology Act of 2006）PL 109-461